# Gabriel Cichero
Gabriel Alejandro Cichero Konarek, plus couramment appelé Gabriel Cichero, est un footballeur international vénézuélien disposant de la nationalité italienne né le 25 avril 1984 à Caracas (Venezuela), qui évolue au poste de défenseur. Il est le jeune frère d'Alejandro Cichero.

## Biographie
Le jeune Gabriel Cichero naît à Caracas et grandit dans une famille passionnée de football. Très tôt, il suit les traces de son grand frère Alejandro Cichero qui devient footballeur professionnel et qui joue actuellement pour les Millonarios de Colombie. Les deux frères sont très proches, ils ont sur le bras un tatouage signifiant "Frères pour la vie", et se sont juré d'appeler leurs enfants par leurs prénoms respectifs. C'est pourquoi les enfants d'Alejandro s'appellent "Alejandro Gabriel" et "Gabriel Alejandro". Le 6 est leur chiffre commun, ils le portent en club et Gabriel l'a hérité de son frère en équipe nationale. Leur relation est tellement forte que lors d'un match avec le Venezuela en 2007, le plus jeune des deux se fait agresser par le gardien adverse et voit l'aîné voler à son secours pour le défendre et provoquer une bagarre générale.

## Club

### Montevideo Wanderers
G.Cichero commence sa carrière professionnelle en 2003 avec les Montevideo Wanderers où il effectue 35 apparitions en deux saisons et est remarqué par le sélectionneur de l’équipe du Venezuela qui lui offrira ses premières capes. 

#### Prêt à l'US Lecce
Il choisit alors de tenter l'aventure européenne en immigrant en Italie à l'US Lecce pour un prêt de six mois en janvier 2006 où il ne participe qu'à quatre rencontres et choisit de rentrer en Uruguay avant de repartir en Europe.

### Vihren Sandanski
Il est ensuite transféré au Vihren Sandanski dans le championnat bulgare mais n'a pas plus de réussite qu'en Italie. Sa seconde tentative européenne se solde par un nouvel échec avec un seul match dispute en Bulgarie.

### Deportivo Italia
Cichero décide donc de rentrer au pays en 2007 au Deportivo Italia où il passe une saison avec 23 matchs au compteur mais n'arrive toujours pas à convaincre son entraineur et demande à être prêté.

#### Prêt au Red Bull de New York
En manque de temps, il quitte l'hémisphère sud du continent pour rejoindre l'hémisphère nord et les Red Bulls de New York le 11 juillet 2008. Il aide le club new-yorkais à remporter la MLS 2008 de la conférence Ouest avant de chuter face au Crew de Columbus en finale de la Coupe MLS opposant les vainqueurs des deux conférences. Après huit petits matchs, il retourne au Venezuela.

#### Prêt au Caracas FC
Le Vénézuélien est de nouveau prêté, mais au Caracas FC, le club de sa ville natale. Après un prêt concluant où il a inscrit trois buts en treize rencontres et remporte la Coupe du Venezuela en 2009 et le Championnat du Venezuela de la même année, Cichero est définitivement transféré au Caracas FC à l'été 2009.

### Caracas FC
Enfin considéré comme une pièce maitresse dans un club, il conserve le Championnat du Venezuela en 2010 en disputant 26 matchs pour 3 buts. Souhaitant donner un coup d'accélérateur à sa carrière, Cichero ne s'attarde pas dans son club de cœur.

#### Prêt aux Newell's Old Boys
Il est donc encore prêté l'année suivante, aux Newell's Old Boys où il joue la saison 2010-2011 avec 3 buts en 23 rencontres mais retourne au Vénézuela.

#### Prêt au RC Lens
Le 4 août 2011, "Gabo" revient en Europe pour la troisième fois, après l'Italie et la Bulgarie, il débarque en France sous la forme d'un prêt d'une saison et deux autres supplémentaires en option avec le RC Lens dans le but d'une remontée immédiate en Ligue 1. Il récupère bien sûr le maillot floqué du n°6 laissé vacant depuis le départ d'Henri Bedimo. Au RC Lens, « Gabo » commence par jouer sur le côté gauche de la défense, mais à la suite du mauvais départ de son club, Jean-Louis Garcia l'installe progressivement dans l'axe aux côtés de Alaeddine Yahia ou Franck Queudrue.
Le 15 octobre 2011, à l'issue du match Bastia-Lens (2-2) qui a dégénéré en toute fin de rencontre en bagarre générale, il est coupable d'une agression sur un des dirigeants bastiais alors qu'il rentre aux vestiaires. Fracturant le nez de ce dernier d'un coup de pied,, il est suspendu à titre conservatoire depuis ce match puis est jugé par la Commission de discipline le 24 novembre 2011. Il écope finalement d'une suspension de dix mois dont cinq avec sursis. Suspendu à titre conservatoire depuis le 20 octobre 2011, le joueur sera donc requalifié le 20 mars 2012. Il passe ensuite devant la justice et écope à nouveau de cinq mois de suspension de stade ainsi que cinq mois de prison avec sursis et 10 000 € d'amende. Les cinq mois de suspension donnés par la Commission de discipline de la LFP ne se confondant pas avec les cinq mois de suspension qu'a livrés la justice, Gabriel Cichero est suspendu en France jusqu'au 23 juin 2012 et décide de retourner dans son club de Caracas FC où il pourra rejouer une fois la suspension de la Commission purgée. Toutefois, les dirigeants lensois restent prioritaire pour récupérer le joueur qui a promis aux supporters de revenir à Lens via son compte Twitter. Il n'aura disputé que 8 rencontres durant son prêt en Artois.

#### Prêt au FC Nantes
Après être rentré au Vénézuela et malgré son image de bad boy depuis sa suspension, l'international vénézuélien revient en France sous forme de prêt (plus deux années en option) au FC Nantes où il portera son n°6 fétiche.
Il y marque son premier but contre Caen, le 15 décembre 2012, d'un coup franc direct. Le 4 mars 2013, il revient au Stade Bollaert pour la première fois depuis son départ, il y reçoit un accueil chaleureux du public lensois qui scande son nom au moment de la composition des équipes. Durant ce prêt convaincant, Cichero s'impose comme le patron de la défense nantaise et dispute 34 matchs pour 2 buts.

### FC Nantes
Avec la montée du FC Nantes, Gabriel Cichero voit son option d'achat être levée et y signe pour deux saisons. Peu de temps après, son club signe son compatriote Oswaldo Vizcarrondo, défenseur central, venu pour le concurrencer, ce qui déçoit l'ancien lensois qui menace de quitter le club puisqu'il ne comprend pas pourquoi il a été recruté peu de temps avant l'arrivée d'un autre défenseur central. L'entraîneur Michel Der Zakarian choisit d'aligner la charnière Vizcarrondo-Djilobodji reléguant Cichero au rôle de remplaçant. Titulaire indiscutable la saison précédente et après seulement 9 petites rencontres jouées dont 4 en tant que titulaire, le Vénézuélien décide de partir chercher du temps de jeu ailleurs dès l'hiver.

### FC Sion
En janvier 2014, il signe en faveur du FC Sion pour 2 ans et demi. Il est contingenté dans l'équipe première mais joue avec la réserve. Il n'y disputera que 8 rencontres durant ces 6 mois.

### Mineros de Guayana
Après une demi-saison compliquée en Suisse, Cichero revient dans son pays d'origine et signe un contrat d'un an pour les Mineros de Guayana.

## International
En 2004, il effectue sa première sélection en équipe du Venezuela. En septembre 2007 alors que son pays dispute un match amical contre le Panama où les Vénézuéliens égalisent sur penalty dans les arrêts de jeu, Gabriel Cichero récupère le ballon pour célébrer le but et se fait asséner des coups de poing de la part du gardien adverse. C'est alors que l'aîné des Cichero, Alejandro, fonce défendre son petit frère et provoque une bagarre générale. Après avoir raté le train pour les Copa América 2004 et 2007 alors que son frère Alejandro était sélectionné, Gabriel Cichero monte dans celui de la Copa América 2011 où son pays brille en terminant à une historique quatrième place. Il hérite d'ailleurs du n°6 que son frère portait lors des deux précédentes éditions et a marqué le but de la victoire contre le Chili lors des quarts de finale qui a qualifié son équipe pour la demi-finale où le Venezuela tombera face au Paraguay. Il compte 52 sélections pour 2 buts.

## Buts en sélection
| Buts en sélection de Gabriel Cichero | Buts en sélection de Gabriel Cichero | Buts en sélection de Gabriel Cichero           | Buts en sélection de Gabriel Cichero | Buts en sélection de Gabriel Cichero | Buts en sélection de Gabriel Cichero | Buts en sélection de Gabriel Cichero |
|                                      | Date                                 | Lieu                                           | Adversaire                           | Score                                | Résultat                             | Compétition                          |
| ------------------------------------ | ------------------------------------ | ---------------------------------------------- | ------------------------------------ | ------------------------------------ | ------------------------------------ | ------------------------------------ |
| 1.                                   | 30 avril 2008                        | Estadio Alfonso López, Bucaramanga (Colombie)  | Colombie                             | 1-1                                  | 2-5                                  | Match amical                         |
| 2.                                   | 17 juillet 2011                      | Estadio del Bicentenario, San Juan (Argentine) | Chili                                | 2-1                                  | 2-1                                  | Copa América 2011                    |
| 3.                                   | 9 septembre 2014                     | Stade Nissan, Yokohama (Japon)                 | Japon                                | 2-2                                  | 0-3                                  | Match amical                         |
| 4.                                   | 27 mars 2015                         | Jarrett Park, Montego Bay (Jamaïque)           | Jamaïque                             | 1-0                                  | 1-2                                  | Match amical                         |

NB : Les scores sont affichés sans tenir compte du sens conventionnel en cas de match à l'extérieur (Venezuela-adversaire)

## Palmarès

### Collectif
- Avec New York Red Bulls :
  - Conférence Ouest en 2008

- Avec Caracas FC :
  - Champion du Venezuela en 2009 et 2010.
  - Vainqueur de la Coupe du Venezuela en 2009.